# اعتصاب ۱۴۰۱ کامیون‌داران
اعتصابات سراسری ۱۴۰۱ کامیون‌داران در پی فراخوان اتحادیه کامیون‌داران و رانندگان و همزمان با اعتراضات و اعتصاب‌های اعتراضات سراسری ۱۴۰۱ در برخی مراکز تولیدی ایران از ۵ آذر آغاز شد.
این در حالی است که پیش‌تر نایب‌رئیس کانون انجمن‌های صنفی کامیونداران کشور گفت: «مسئولان هیچ راهکاری برای برطرف‌کردن مشکل سوخت رانندگان کامیون در نظر ندارند.» از نظر تحلیل‌گران، ادامه اعتصاب می‌تواند شرایط سیاسی و اقتصادی حاکمیت دولت را به چالش بکشد. به گفتهٔ ایران‌وایر، اعتصاب ۵ درصد از کامیون‌داران باعث اختلال در جابه‌جایی حدود ۷۰ هزار تن بار در روز است. چهار نفر در ارتباط به این اعتصابات به یک تا ۱۰ سال زندان محکوم شدند.

## روزشمار

### ۱ آذر
رانندگان کامیون در برخی نقاط کشور، از جمله بندرعباس، کرمانشاه، قزوین مشهد و شاپور اصفهان اعتصاب کردند. یکی از رانندگان می‌گفت نفرات تیم ملی و نماینده‌های مجلس رو بفرستین برای شما بار بیارند. ما کار نمی‌کنیم.

### ۷ آذر
بنا به گزارش‌ها، کامیون‌داران طی روزهای اخیر در شهرهای قزوین، مرند، اصفهان، کاشان، کرمانشاه، مشهد، بندرعباس، در اعتصاب هستند و دست از کار کشیده‌اند.

### ۸ آذر
کامیونداران مربوط به پالایشگاه شیراز به اعتصابات پیوستند.

### ۹ آذر
بر اساس گزارش‌ها، در روزهای اخیر کامیون‌داران در شهرهایی مانند سنندج، قزوین، مرند، اصفهان، کاشان، کرمانشاه، مشهد و بندرعباس دست از کار کشیده و همچنان در اعتصاب به‌سر می‌برند.

### ۱۰ آذر
کامیونداران در شهرهای سنندج، تهران، یزد، فیروزکوه، دهاقان اصفهان، کرمانشاه، بندرعباس و پالایشگاه شیراز در اعتصاب کامل می‌باشند.

### ۱۲ آذر
اتحادیه تشکل‌های کامیون‌داران و رانندگان از ادامه اعتصاب کامیونداران برای هشتمین روز پیاپی و دست‌کم در چندین شهر مختلف مانند اصفهان، شیراز، اسلام‌آباد غرب، قم و کاشان خبر داد.
اتحادیه کامیون‌داران ایران طی یک اطلاعیه جدید اعلام کرد در روزهای ۱۴، ۱۵ و ۱۶ آذر، با اعتصابات سراسری در ایران همراه خواهد شد. این اتحادیه همچنین در بیانیه خود هرگونه مزاحمت، ناامنی و سنگ‌پراکنی به سوی رانندگان خود را محکوم کرده است.
طبق گزارش منابع کارگری، اتحادیه کامیون‌داران ایران طی اطلاعیه جدیدی اعلام کرده است که در روزهای ۱۴، ۱۵ و ۱۶ آذر ماه با اعتصابات سراسری در ایران همراه خواهد شد.

### ۱۳ آذر
گروهی از کامیون‌داران ایرانی در تورنتو در همراهی با اعتراضات سراسری مردم ایران و اعتصابات کامیون‌داران در ایران، با ۱۵۰ کامیون در مسیری چهار کیلومتری حرکت کرده و با حمل پرچم به پخش سرودهای انقلابی پرداختند.

### ۱۴ آذر
در ادامه اعتصابات وسیع اقشار و اصناف گوناگون در شهرهای مختلف کشور، کامیون‌داران معترض در سنندج در پاسخ به فراخوان مردمی برای اعتصابات سه روزه سراسری، کامیون‌های خود را در ترمینال باربری سنندج خاموش کرده و به اعتصابات سراسری پیوسته‌اند.
همزمان با اعتصاب سراسری سه روزه ۱۴ تا ۱۶ آذر، اعتصاب کامیون داران نیز ادامه یافته است.